# Adem Asil
Adem Asil (né Abdelrahman Elgamal, connu aussi sous le nom d'Abdelrahman Elzamamy), né le 21 février 1999 à Alexandrie, est un gymnaste égypto-turc.

## Carrière
Abdelrahman Elgamal dispute sous les couleurs égyptiennes les Championnats du monde de gymnastique artistique 2017 à Montréal. Il émigre ensuite en Turquie et obtient la nationalité turque en 2020.
Sous les couleurs de la Turquie, Abdelrahman Elgamal est médaillé d'argent au concours par équipes aux Championnats d'Europe de gymnastique artistique masculine 2020 à Mersin. Il change de nom en 2021, et s'appelle désormais Adem Asil. Il est médaillé de bronze à la barre fixe aux Championnats d'Europe de gymnastique artistique 2021 à Bâle.
Il est médaillé d'or du concours général individuel ainsi que du concours par équipes et du saut de cheval, médaillé d'argent aux anneaux et à la barre fixe et médaillé de bronze au sol aux Jeux méditerranéens de 2022 à Oran.
Aux Championnats d'Europe de gymnastique artistique masculine 2022 à Munich, il remporte la médaille de bronze par équipe. Il est médaillé d'or aux anneaux aux Championnats du monde de gymnastique artistique 2022 à Liverpool.
Aux Championnats d'Europe de gymnastique artistique 2023 à Antalya, il remporte la médaille d'or du concours général individuel ainsi que des anneaux et la médaille d'argent par équipe.
Il est médaillé de bronze aux anneaux aux Championnats d'Europe de gymnastique artistique masculine 2024 à Rimini.
Aux Championnats d'Europe de gymnastique artistique 2025 à Leipzig, il est médaillé d'or du concours général individuel.